# テイキング・オブ・デボラ・ローガン
『テイキング・オブ・デボラ・ローガン』（原題：The Taking of Deborah Logan）は、2014年制作のアメリカ合衆国のホラー映画。
アルツハイマー病患者の老女を取材する学生たちが想像を絶する恐怖に見舞われる姿を描く。ブライアン・シンガー製作。日本では劇場未公開で、2017年1月6日にDVDが発売された。

## あらすじ
医大生のミアはアルツハイマー病についてのドキュメンタリー映画の制作のため、同級生のギャヴィン、ルイスと共にヴァージニア州の田舎町にあるローガン家を訪れる。そこには、アルツハイマー病を患っている老女デボラが娘のサラと2人で暮らしていた。
デボラは一見聡明で意識もしっかりしているように見えたが、急激に症状が進行し、奇怪な言動が目立つようになっていく。そしてついには、アルツハイマー病の症状というには説明がつかない奇怪な現象が頻発するようになる。

## キャスト
※括弧内は日本語吹替。
- デボラ・ローガン：ジル・ラーソン（幸田直子）
- サラ・ローガン：アン・ラムゼイ（深水由美）
- ミア・メディナ：ミシェル・アン（本多真梨子）
- ギャヴィン：ブレット・ジェンタイル
- ルイス：ジェレミー・デカルロス
- ハリス：ライアン・カトロナ